# Линдгрен, Торгни
Торгни Линдгрен (швед.  Torgny Lindgren, 16 июня 1938, Раггшё, Вестерботтен — 16 марта 2017) — шведский писатель и поэт.

## Биография
Учился в Умео, до середины 1970-х годов занимался преподавательской деятельностью в должности учителя. На местном уровне выступал за социал-демократическую партию Швеции. В 1980-х годах принял католичество.
Как поэт дебютировал в 1965 году, но широкую известность получил после публикации романа Змеиная тропа на скале (1982).

## Произведения
- Plåtsax, hjärtats instrument (1965)
- Dikter från Vimmerby (1970)
- Hur skulle det vara om man vore Olof Palme? (1971)
- Hallen (1975)
- Brännvinsfursten (1979)
- Ormens väg på hälleberget/ Змеиная тропа на скале (1982, экранизирован Бу Видербергом (1986)
- Merabs skönhet (1983)
- Övriga frågor (1983)
- Bathsheba/ Царица Савская (1984)
- Legender (1986)
- Skrämmer dig minuten (1986)
- Ljuset/ Свет (1987)
- Hummelhonung/ Сладость (1995)
- I Brokiga Blads vatten (1999)
- Pölsan/ Смесь (2002)
- Berättelserna/ Истории (2003)
- Dorés bibel/ Библия Доре (2005)
- Norrlands akvavit (2007)

## Издания на русском языке
- Путь змея на скале. М.: Радуга, 1991.
- Шмелиный мёд. СПб.: ИНАПРЕСС, 1997.
- Вирсавия. М.: Текст, 2000.
- Похвала правде. М.: Текст, 2007.

## Признание
Член Шведской академии (1991).

## Премии и награды
- Августовская премия (1995)
- Премия Сельмы Лагерлёф (2000)
- Премия Шведского радио за роман (2003)
- и др. награды.